# Kattiniq/Donaldson Airport
Kattiniq/Donaldson Airport är en flygplats i Kanada.   Den ligger i regionen Nord-du-Québec och provinsen Québec, i den östra delen av landet, 1 800 km norr om huvudstaden Ottawa. Kattiniq/Donaldson Airport ligger 581 meter över havet.
Terrängen runt Kattiniq/Donaldson Airport är platt, och sluttar söderut. Trakten runt Kattiniq/Donaldson Airport är nära nog obefolkad, med mindre än två invånare per kvadratkilometer.. Det finns inga samhällen i närheten. 
Trakten runt Kattiniq/Donaldson Airport består i huvudsak av gräsmarker.